# Vinary u Vysokého Mýta

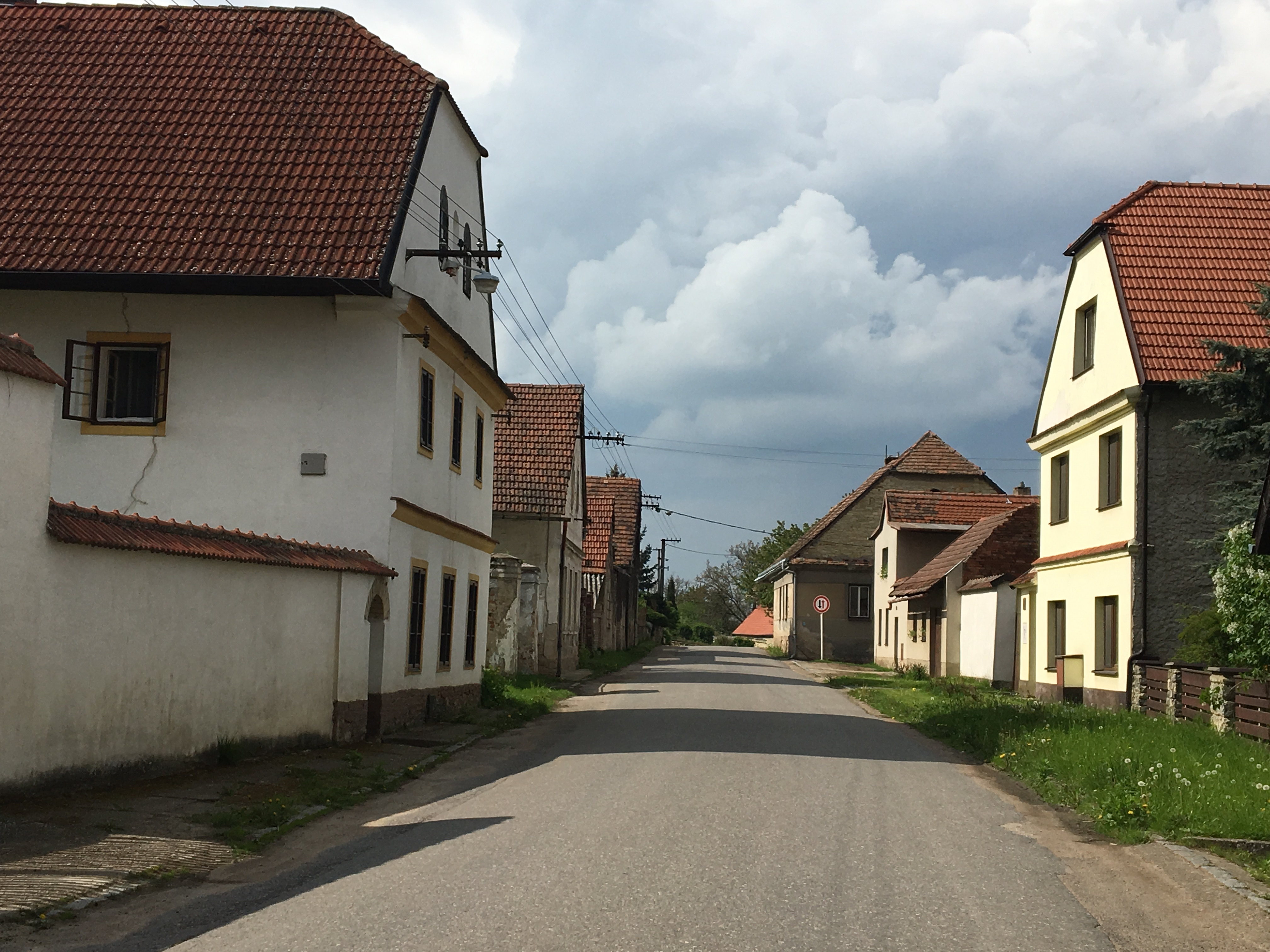
Hauptstraße

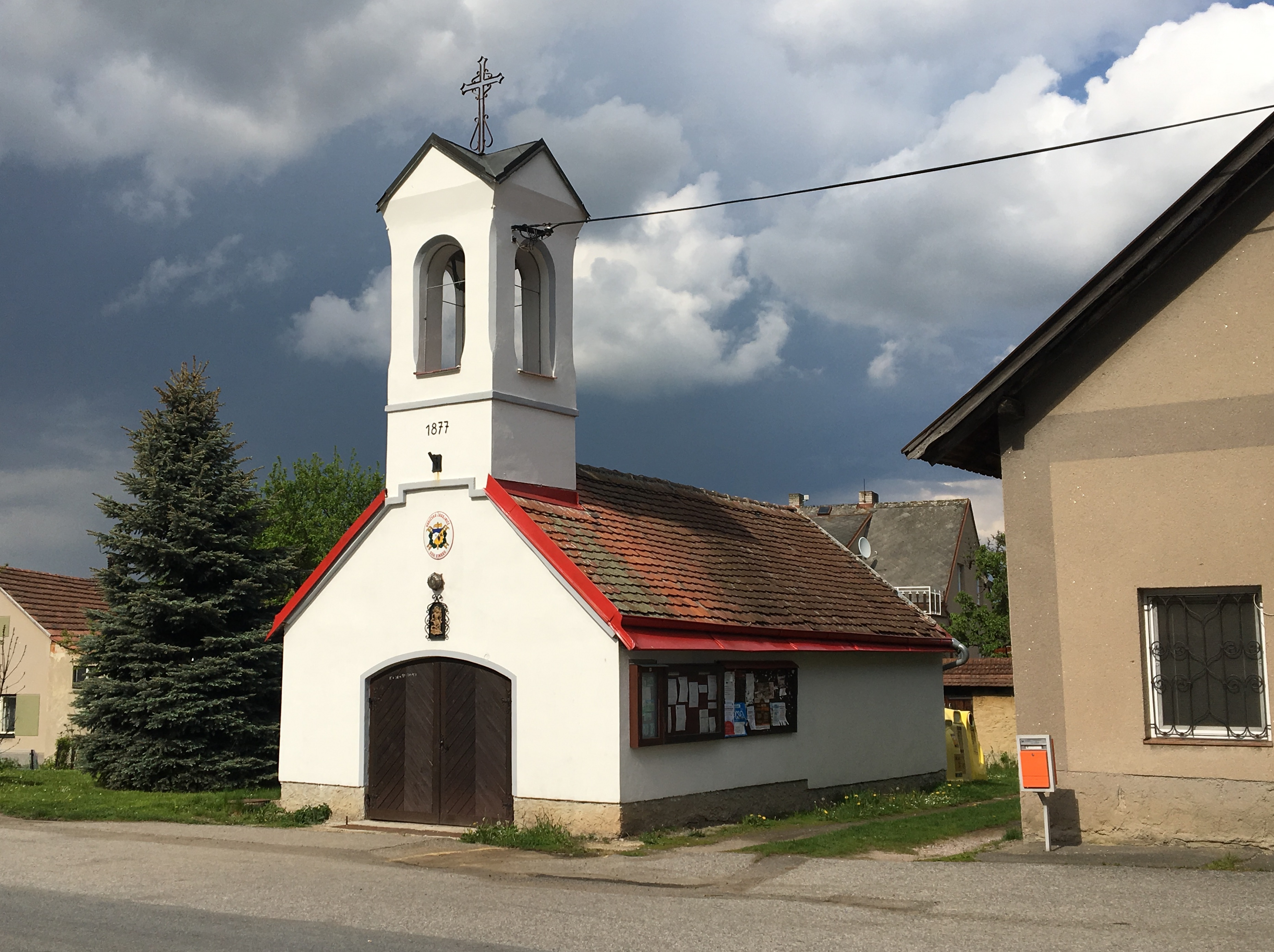
Spritzenhaus mit Glockenturm des hl. Florian

Vinary (deutsch Winar) ist eine Gemeinde in Tschechien. Sie liegt sieben Kilometer westlich von Vysoké Mýto und gehört zum Okres Ústí nad Orlicí.

## Geographie
Vinary befindet sich auf dem Vraclavský hřbet (Wratzlawer Kamm) im Tal des Baches Svařeňka bzw. Bětnický potok. Durch das Dorf führt die Staatsstraße II/305 zwischen Luže und Horní Jelení, nördlich verläuft die Staatsstraße I/17 zwischen Hrochův Týnec und Zámrsk. Nordöstlich erhebt sich der Kamenec (337 m n.m.), im Südwesten der Háj (324 m n.m.).
Nachbarorte sind Opočno, Stradouň und Pod Horou im Norden, Vraclav im Nordosten, Vysoké Mýto im Osten, Sedlec, Bětník und Popovec im Südosten, Mravín und Jenišovice im Süden, Zalažany und Mentour im Südwesten, Chroustovice und Lipec im Westen sowie Městec und Ostrov im Nordwesten.

## Geschichte
Die erste schriftliche Erwähnung des Dorfes erfolgte 1356. Im Jahre 1495 ist ein kleiner Rittersitz in Vinary nachweislich. Besitzer von Vinary waren bis 1623 die Ritter Dobříkovský von Malejov; der Besitz der protestantischen Familie wurde nach der Schlacht am Weißen Berg konfisziert. Danach wurde das Gut Vinary an die Herrschaft Zámrsk angeschlossen, später kam Vinary zur Herrschaft Chroustovice.
Im Jahre 1835 bestand das im Chrudimer Kreis gelegene Dorf Winar bzw. Winary aus 50 Häusern, in denen 335 Personen, darunter sieben protestantische Familien, lebten. Katholischer Pfarrort war Wratzlaw. Bis zur Mitte des 19. Jahrhunderts blieb Winar der Allodialherrschaft Chraustowitz untertänig.
Nach der Aufhebung der Patrimonialherrschaften bildete Vinary ab 1849 eine Gemeinde im Gerichtsbezirk Hohenmauth. Ab 1868 gehörte die Gemeinde zum politischen Bezirk Hohenmauth. 1961 wurde Vinary dem Okres Chrudim zugeordnet. Seit 2005 führt Vinary ein Wappen und Banner. Am 1. Januar 2007 wechselte die Gemeinde in den Okres Ústí nad Orlicí.
Früher wurden bei Vinary bedeutende Plänerbrüche betrieben.

## Gemeindegliederung
Für die Gemeinde Vinary sind keine Ortsteile ausgewiesen. 

## Sehenswürdigkeiten
- Glockenturm des hl. Florian
- Sandsteinfigurengruppe Kalvarie, geschaffen 1832
- Chaluppe aus der 1. Hälfte des 17. Jahrhunderts
- Tal bei Bětník mit natürlichem Laubwald und Höhle U Ouhlířů (unzugänglich)
- Tal Hurychův dolec
- Planerlehne Za humny mit seltener wärmeliebender Vegetation